# Rejuvelac
Rejuvelac je vrsta fermentiranog  domaćeg napitka koji je izumila i promovirala amerikanka Ann Wigmore (1909. – 1994.), rođena u Croposu u Litvi. Napitak je usko povezan s tradicionalnim rumunjskim pićem, zvanim borș, fermentiranim pšeničnim mekinjama koje se mogu koristiti za izradu kisele juhe zvane ciorbă ili kao osnova za veganske sireve.
Rejuvelac je sirova hrana koja se dobiva namakanjem zrna pšenice ili pseudožitarica (obično proklijalih) u vodi oko dva dana na sobnoj temperaturi, a zatim se tekućina čuva. Druga se serija može napraviti od zrnja, ovaj put za fermentaciju je potreban samo jedan dan. Treća serija je moguća, ali okus može biti neugodan. Iskorišteno zrnje se obično nakon toga baci. Za razliku od drugih fermentiranih domaćih  pića poput vodenog kefira, boze ili kvasa ovdje se ne koristi starter kultura ili kvasac već se radi o divljoj odnosno spontanoj fermentaciji.
Rejuvelac je bogat korisnim bakterijama i enzimima te se stoga tvrdi da poboljšava probavu. Rejuvelac se može koristiti kao probavno pomagalo ili kao starter kultura za druga fermentirana jela, poput sirovih jogurta, sireva, umaka i Esenskog kruha od proklijale pšenice, orašastih plodova ili sjemenki. Rejuvelac se radi od pšenice, zobi, raži, kvinoje, ječma, prosa, heljde, riže i drugih žitarica. Po izgledu, je mutno, blijedo slamnate boje. Okus mu je blago limunast, oštar i opor, meke zemljane arome. 